# Svetovno prvenstvo v hokeju na ledu 2015
Svetovno prvenstvo v hokeju na ledu 2015 je 79. svetovno prvenstvo v hokeju na ledu. Vodila ga je Mednarodna hokejska zveza. 47 držav je bilo razporejenih v 4 različne divizije. Tekmovanje je tudi služilo kot kvalifikacije za Svetovno prvenstvo v hokeju na ledu 2016.

## Elitna divizija
Tekmovanje je potekalo med 1. in 17. majem 2015 v Ostravi in na Pragi na Češkem.
Končni vrstni red
| 1. Kanada 2. Rusija 3. ZDA 4. Češka 5. Švedska 6. Finska 7. Belorusija 8. Švica | 1. Slovaška 2. Nemčija 3. Norveška 4. Francija 5. Latvija 6. Danska 7. Avstrija — izpad v Divizijo I A 8. Slovenija — izpad v Divizijo I A |

## Divizija I
| Divizija I A — končni vrstni red 1. Kazahstan — napredovanje v elitno divizijo 2. Madžarska — napredovanje v elitno divizijo 3. Poljska 4. Japonska 5. Italija 6. Ukrajina — izpad v Divizijo I B | Divizija I B — končni vrstni red 1. Južna Koreja — napredovanje v Divizijo I A 2. Združeno kraljestvo 3. Litva 4. Hrvaška 5. Estonija 6. Nizozemska — izpad v Divizijo II A |

## Divizija II
| Divizija II A — končni vrstni red 1. Romunija — napredovanje v Divizijo I B 2. Belgija 3. Srbija 4. Španija 5. Islandija 6. Avstralija — izpad v Divizijo II B | Divizija II B — končni vrstni red 1. Kitajska — napredovanje v Divizijo II A 2. Nova Zelandija 3. Mehika 4. Bolgarija 5. Izrael 6. Južna Afrika — izpad v Divizijo III |

## Divizija III
| Divizija III — končni vrstni red 1. Severna Koreja — napredovanje v Divizijo II B 2. Turčija 3. Luksemburg 4. Hongkong 5. Gruzija 6. Združeni arabski emirati 7. Bosna in Hercegovina |